# Здрави и витки (књига)
Здрави и витки (енгл. Fit for Life) је серија књига о начину исхране и стилу живота која проистиче из принципа ортопатије. Њега промовишу првенствено амерички аутори Харви (Harvey) и Мерилин Дајмонд (Marilyn Diamond) . Серија књига Здрави и витки препоручује принципе исхране који укључују искључиво воће ујутру, коришћење углавном „живе“ хране и хране „са високим садржајем воде“, а уколико се једу животињски протеини, да се избегава њихово комбиновање са сложеним угљеним хидратима.
Иако је овај начин исхране хваљен због подстицања исхране пресним воћем и поврћем, дијететичари и нутриционисти су оспорили неколико других аспеката овог начина исхране, Америчко друштво за дијететику и Америчка академија породичних лекара је сврставају у популарне дијете.

## Опис
Овај начин исхране се заснива на Дајмондовом проучавању теорија Херберта М. Шелтона(Herbert M. Shelton) о комбиновању хране. Оба аутора су тврдила да могу да доведу до губитка у тежини без потребе за бројањем калорија или предузимањем било чега осим умереног програма вежби. У првој верзији програма, Дајмонд је тврдио да, ако неко користи погрешне комбинације у исхрани, оне „изазивају ферментацију“ у стомаку. Ово последично доводи до уништавања драгоцених ензима & хранљивих састојака. Дајмонд је храну категоризовао у две групе: на „мртву храну“ која „запушава“ тело, и „живу храну“ која га прочишћава. У складу са принципима програма „здрави и витки“, мртва храна је по пореклу изразито рафинисана или прерађена; док је жива храна сирово воће и поврће. Основна правила начина исхране „Здрави и витки“ су следећа:
- Воће је најбоље јести свеже и пресно. Када је то могуће, треба га јести само.
- Угљене хидрате и протеине не треба никад комбиновати у истом оброку.
- Вода разблажује желудачне сокове и никада је не треба пити уз јело.
- Сматра се да су млечни производи ограничене вредности и да их, због њиховог алергијског потенцијала, треба користити ретко, или никад.

У 2000-тим, у систем „Здрави и витки“ додат је и Персонализовани програм контроле тежине, у којем се користе заштићени протоколи под називима Биохемијска „Анализација“, Метаболичко куцање, и Генетске предиспозиције. Дајмондови тврде да ови протоколи омогућују персонализацију дијете која је, тако прилагођена, делотворна само за једну особу, и та особа је може примењивати читавог живота. У овој верзији дијете такође се мањи нагласак ставља на „живу“ и „мртву“ храну, и уместо тога се говори о „храни сиромашној ензимима.
Дајмондови заступају став да ензими који варе протеине ометају ензиме који варе угљене хидрате, чиме се оправдавају нека од горенаведених правила. Такође су почели и са продајомдијететских суплемената, који се рекламирају као ензимски суплементи, од којих се неки посебно препоручују у најновијој верзији програма Здрави и витки.

## Издања и маркетинг
Овај начин исхране је привукао пажњу јавности средином 1980-их са објављивањем књиге Здрави и витки, бестселера Њујорк Тајмса (The New York Times), који је продат у милионима примерака, према речима Харвија Дајмондапреко 12 милиона. Харви Дајмонд се такође појављује на десетинама телевизијских talk-showемисија промовишући своје теорије. У књизи Здрави и витки II, Дајмондови су упозорили да у организам не треба уносити вештачке прехрамбене адитиве попут хидрогенизованог биљног уља, које је прехрамбена индустрија у то време промовисала као здраву алтернативу за засићено уље. Тони Робинс (Tony Robbins) је промовисао принципе програма „Здрави и витки“ и веганизма за повећање нивоа енергије у својој књизи „Неограничена моћ“ (Unlimited Power).

### Серија књига
- Living Health. - Харви и Мерилин Дајмонд [Harvey and Marilyn Diamon]. 1987.  978-0-446-51281-7.
- Fit for Life II. - Харви и Мерилин Дајмонд [Harvey and Marilyn Diamond]. 1989.  978-0-446-35875-0.
- Fit for Life: A New Beginning. - Харви Дајмонд [Harvey Diamond]. 2001.  978-1-57566-718-8.
- Fit for Life Not Fat For Life. - Харви Дајмонд [Harvey Diamond]. 2003.  978-0-7573-0113-1.
- Living Without Pain. - Харви Дајмонд [Harvey Diamond]. 2007.  978-0-9769961-0-1.

### Додатне књиге Мерилин Дајмонд
- A New Way of Eating from the Fit for Life Kitchen. 1987.  978-0-446-38404-9.
- The American Vegetarian Cookbook from the Fit for Life Kitchen. 1990.  978-0-446-51561-0.
- The Fit for Life Cookbook. 1991.  978-0-553-40406-7.
- Fitonics for Life. са Доналдом Бертоном Шнелом(Donald Burton Schnell). 1996.  978-0-380-78967-2.
- Recipes for Life (1998) са Lisom Neurith
- Young For Life. са Доналдом Бертоном Шнелом(Donald Burton Schnell). 2013.  978-1-60961-542-0.

## Полемика
Здравствени стручњаци и аутори из области науке су ову књигу одбацили каонадрилекарство.
Оспорена је озбиљностстудија Харвија Дајмонда, што је подстакло питања о његовој стручности да пише о исхрани, пошто је стекао докторат на Америчком колеџу за науке о животу, неакредитованој дописној школи коју је 1982. основао T. C. Fry, који ни сам није завршио гимназију, нити је прошао кроз процес акредитације. Персонализовани програм дијете Здрави и витки је критикован да пружа „Клинички приручник“ који врви од тврдњи из алтернативне медицине о томе како тело функционише, од којих неке могу бити нетачне са научног становишта, или их конвенционална медицина не прихвата.
Упркос чињеници да се на вебсајту Fit for Life помињу „клиничка испитивања“, многи предложени принципи и користи дијете Здрави и витки нису подржани цитирањем било ког научног истраживања, а неке од тврдњи су научна истраживања чак директно побила. На пример, дисоцирана дијета (dissociated diet)коју промовише програм Здрави и витки није ништа делотворнија за губитак у телесној тежини од дијете засноване на ограничењу броја калорија.